# Дорохович Микола Юхимович
Микола Юхимович Дорохович (нар. 12 грудня 1933) — український радянський діяч, новатор виробництва, бригадир портових робітників Іллічівського морського торговельного порту Одеської області. Депутат Верховної Ради УРСР 7—8-го скликань.

## Біографія
З 1950-х років — вантажник, бригадир портових робітників (вантажників, докерів-механізаторів) Іллічівського морського торговельного порту Одеської області.
Потім — на пенсії у місті Іллічівську (тепер — Чорноморську) Одеської області.

## Нагороди
- ордени
- медалі